# Conexina
Conexinas, também chamadas proteínas de ligação gap, são uma família de proteínas transmembranares estruturais que se juntam para formar ligações de gap em vertebrados (uma família completamente diferente de proteínas, inexinas ou panexinas). ligações gap forma em invertebrados). Cada intervalo de ligação inclui dois semicanais, ou  conexonas, compostos cada um por seis moléculas de conexina . As ligações de hiato e é essencial para muitos processos fisiológicos, tais como a  despolarização do músculo cardíaco coordenado e, por outro lado, com o desenvolvimento  embrionário adequado. 
Portanto,  mutações nos genes responsáveis pela codificação de conexina podem conduzir a alterações na função e desenvolvimento do organismo.

## Estruturas
As conexinas são proteínas transmembranares com quatro passos de terminações citoplasmáticas C e N, um laço citoplasmática (CL) e duas voltas extracelulares (EL-1) e (EL-2). As conexinas são unidas entre si em grupos de 6, de modo a formar  hemicanais (conexons) e dois hemicanais podem ser combinados para formar uma ligação, preenchendo uma lacuna. A família do gene de conexina é diversa, com 21 membros identificados no genoma humano sequenciado e 20 em ratos (19 das quais são pares de ortólogos). Normalmente, pesam entre 26 e 60 kDa, e têm um comprimento médio de 380 aminoácidos.